# Ponç de Gualbes i Sarrovira
Ponç de Gualbes i Sarrovira (m. ca. 1398) va ser un mercader i ciutadà de Barcelona al segle xiv.
Era el tercer fill de Jaume de Gualbes i de Serena Sarrovira. Es va dedicar al trànsit de mercaderies, concretament els seus negocis es van encaminar a la importació de béns d'Orient, bé realitzava personalment les transaccions o mitjançant comandes. Va arribar a planejar fer un viatge a Orient, a la zona de Terra Santa, vers el 1372. Es desconeix el resultat de l'afer, però els negocis de Ponç i les seves relacions amb el Llevant mediterrani van continuar, doncs consten viatges de les seves naus a indrets com Rodes i Alexandria. En aquests negocis va tenir la col·laboració del seu germà Ferrer, i van ser tan pròspers que això li va permetre fer grans inversions a la ciutat de Barcelona i la seva rodalia mitjançant la compra de propietats, d'alous i, també, va poder fer grans llegats testamentaris ajudat pel dot de la seva dona Caterina de Lloray, pertanyent a una família important, de 30.000 sous. La família de Ponç va viure a la casa pairal dels Gualbes al carrer Basea, prop de Santa Maria del Mar, la qual va llegar després al seu fill Ferrer, i ell i la seva esposa es van traslladar a una altra casa al Regomir. Ponç va morir vers el 1398, data en què consta la divisió de la casa pairal.